# Aldanophyton antiquissimum
L'aldanofito (Aldanophyton antiquissimum Krishtofovich, 1953) è una pianta estinta, risalente al Cambriano medio (circa 505 milioni di anni fa). I suoi resti sono stati ritrovati in Siberia e potrebbero rappresentare i più antichi resti di una pianta terrestre.

## Descrizione
I fossili di aldanofito consistono in alcune impronte carboniose lunghe fino a 15 centimetri, munite di strutture simili a foglie disposte a spirale, larghe quasi un centimetro. La descrizione ad opera di Afrikan Nikolaevich Krishtofovich (1953) illustra strutture vascolari lungo l'intera impronta, ma nessuna prova di sporangi terminali come nelle psilopsidi. In generale, i fossili di aldanofito ricordano un piccolo licopodio, con tanto di foglioline a spirale.

## Classificazione
I resti di questa pianta sono decisamente enigmatici: descritti per la prima volta nel 1953, furono considerati la prova dell'esistenza, già nel Cambriano, di antichissime piante terrestri. In realtà la conservazione frammentaria e sotto forma di pellicola carboniosa non permette di evidenziare alcuna struttura tipica delle piante terrestri. Si è ipotizzato che Aldanophiton fosse un'alga, probabilmente simile (se non addirittura identica) al genere Margaretia, rinvenuto in strati del Cambriano medio dello Utah da Charles Doolittle Walcott.